# عقاب-سارگپه سینه‌سیاه
عقاب-سارگپه سینه‌سیاه (نام علمی: Geranoaetus melanoleucus) نام یک گونه از سرده بازهای درنایی است.